# ليونارد هيو
ليونارد هيو (16 مارس 1908 بسيدني في أستراليا - 1960) (بالإنجليزية: Leonard Vaughan)‏ هو لاعب كريكت أسترالي.

## وصلات خارجية
- ليونارد هيو على موقع إي آس بي آن كريك إنفو (الإنجليزية)